# Kislingbury
Kislingbury – wieś w Anglii, w hrabstwie Northamptonshire, w dystrykcie (unitary authority) West Northamptonshire. Leży 6 km na zachód od miasta Northampton i 100 km na północny zachód od Londynu. W 2001 miejscowość liczyła 1221 mieszkańców.